# Sulechów (gmina)
Sulechów – gmina miejsko-wiejska w województwie lubuskim, w powiecie zielonogórskim. Siedzibą jej władz jest miasto Sulechów.
Gmina samorządowa w obecnym kształcie utworzona została na podstawie rozporządzenia Rady Ministrów z dnia 26 września 1991 r. w sprawie podziału lub połączenia niektórych miast i gmin, w których dotychczas działały wspólne organy, oraz zmiany i ustalenia ich nazw i siedzib (Dz.U. z 1991 r. nr 87, poz. 397) – z mocą obowiązującą od 1 stycznia 1992 – na skutek połączenia miasta Sulechów i gminy Sulechów w jedną jednostkę samorządu terytorialnego [te dwie odrębne jednostki samorządowe funkcjonowały od 27 maja 1990 do 31 grudnia 1991, posiadając jednak wspólne organy władzy (zarząd z burmistrzem jako przewodniczącym oraz radę), a także wspólną administrację (Urząd Miasta i Gminy Sulechów)]. Do końca 1998 r. należała administracyjnie do województwa zielonogórskiego.
Sąsiednie gminy:
- Babimost, Czerwieńsk, Kargowa, Trzebiechów, Zabór (powiat zielonogórski)
- Zielona Góra (miasto na prawach powiatu)
- Skąpe, Szczaniec, Świebodzin (powiat świebodziński)

## Struktura powierzchni
Według danych z 2022 r. gmina Sulechów zajmowała obszar 236,66 km², z czego:
- użytki rolne stanowiły 49%
- użytki leśne stanowiły 39%

Gmina stanowi 15,02% powierzchni powiatu zielonogórskiego.

## Demografia

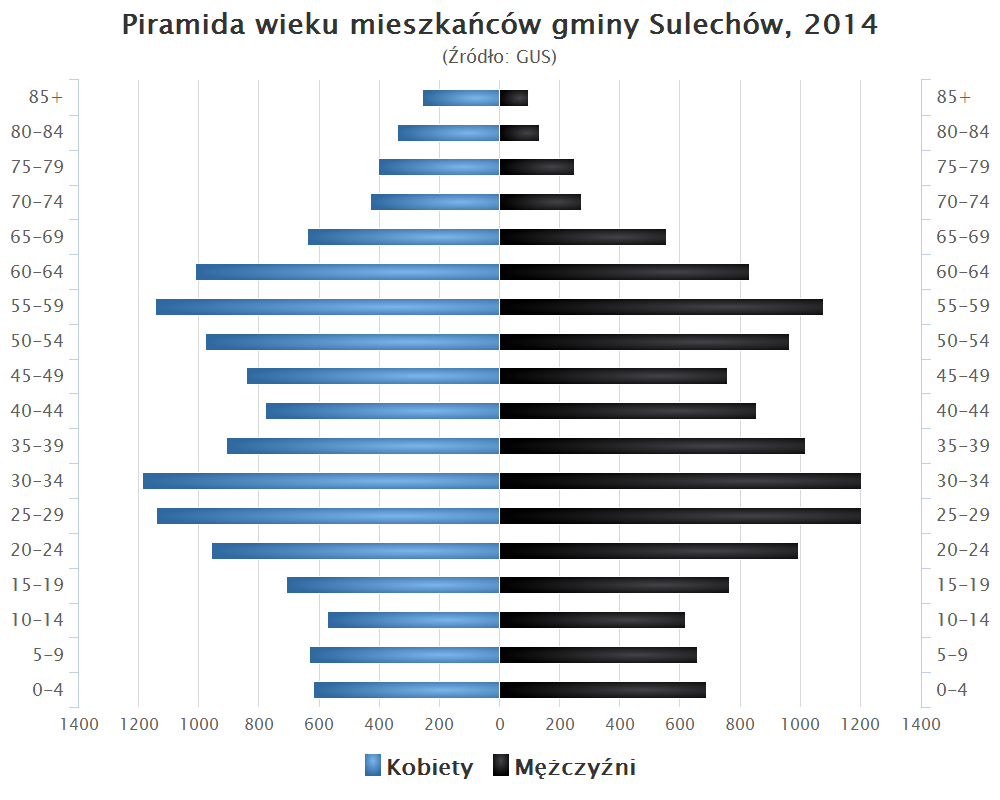
Piramida wieku mieszkańców gminy Sulechów w 2014 roku

Liczba ludności (dane z 31 grudnia 2022):
|        | Ogółem | Ogółem | Kobiety | Kobiety | Mężczyźni | Mężczyźni |
| osób   | %      | osób   | %       | osób    | %         |           |
| ------ | ------ | ------ | ------- | ------- | --------- | --------- |
| Ogółem | 26 005 | 100    | 13 336  | 51,28   | 12 669    | 48,72     |
| Miasto | 15 676 | 60,28  | 8185    | 31,47   | 7491      | 28,81     |
| Wieś   | 10 329 | 39,72  | 5151    | 19,81   | 5178      | 19,91     |

▶Wieś vs ▶miasto
Ogółem (▶k, ▶m)
Miasto (▶k, ▶m)
Wieś (▶k, ▶m)

## Miejscowości
MiastoSulechów
SołectwaBrody, Brzezie k. Sulechowa, Buków, Cigacice, Głogusz, Górki Małe, Górzykowo, Kalsk, Karczyn, Kije, Klępsk, Krężoły, Kruszyna, Leśna Góra, Łęgowo, Mozów, Nowy Świat, Obłotne, Okunin, Pomorsko.
Pozostałe miejscowościBoryń, Brzezie k. Pomorska, Laskowo, Nowy Klępsk, Przygubiel, Szabliska.

## Turystyka
Lasy porastające gminę, bogate w unikatową przyrodę, przyciągają grzybiarzy, rowerzystów i zwolenników wycieczek pieszych. Wędkarze mają do dyspozycji stawy położone niedaleko Brzezia k. Pomorska oraz rzekę Odrę. Dodatkowymi atrakcjami gminy są liczne zabytki, parki dworskie oraz pomniki przyrody.

### Baza noclegowa
Na terenie gminy znajduje się kilka hoteli i moteli, głównie w okolicach Sulechowa i Kalska. W Brodach znajduje się gospodarstwo agroturystyczne.

### Zabytki
Sulechów

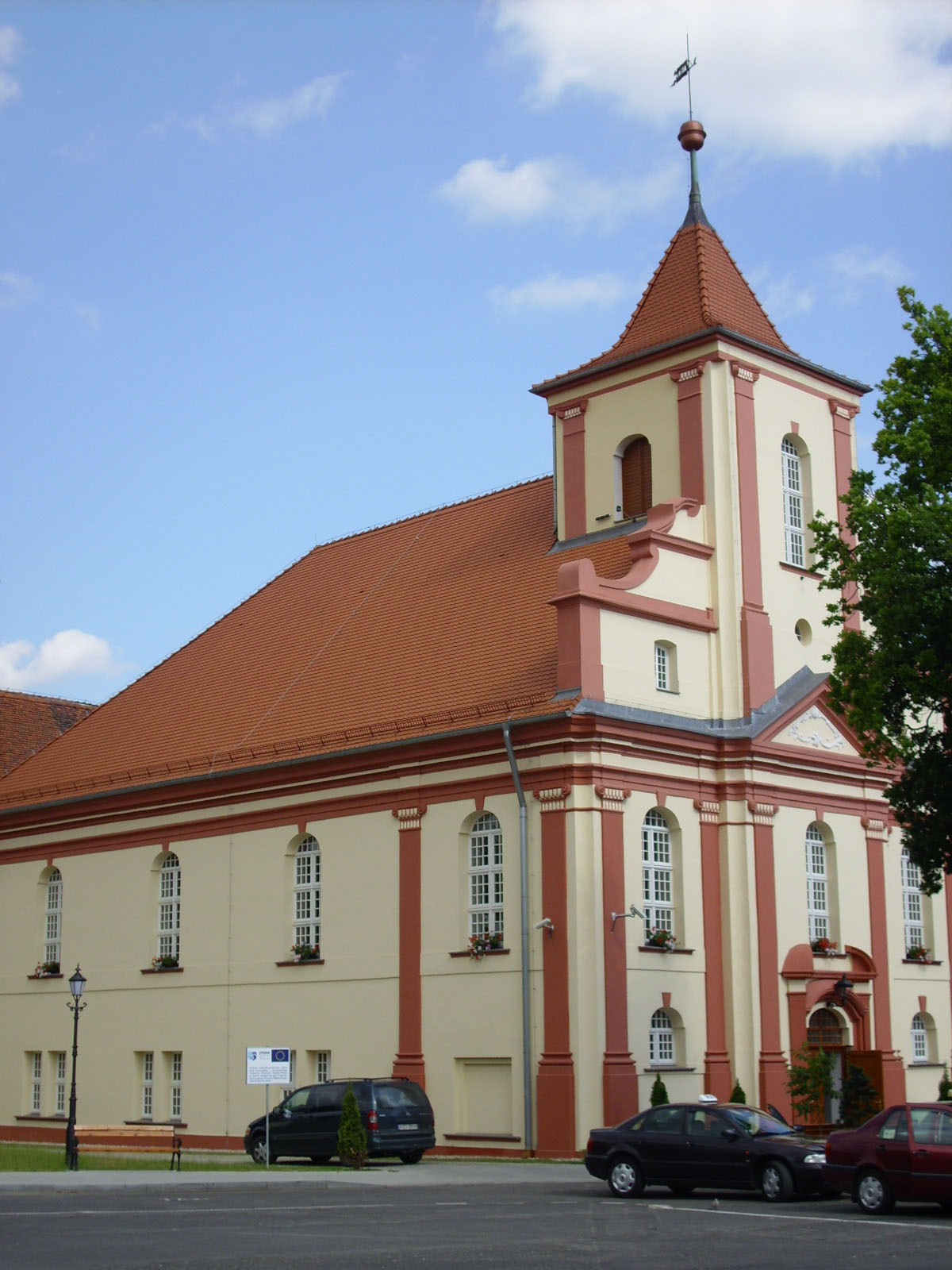
Zbór kalwiński w Sulechowie

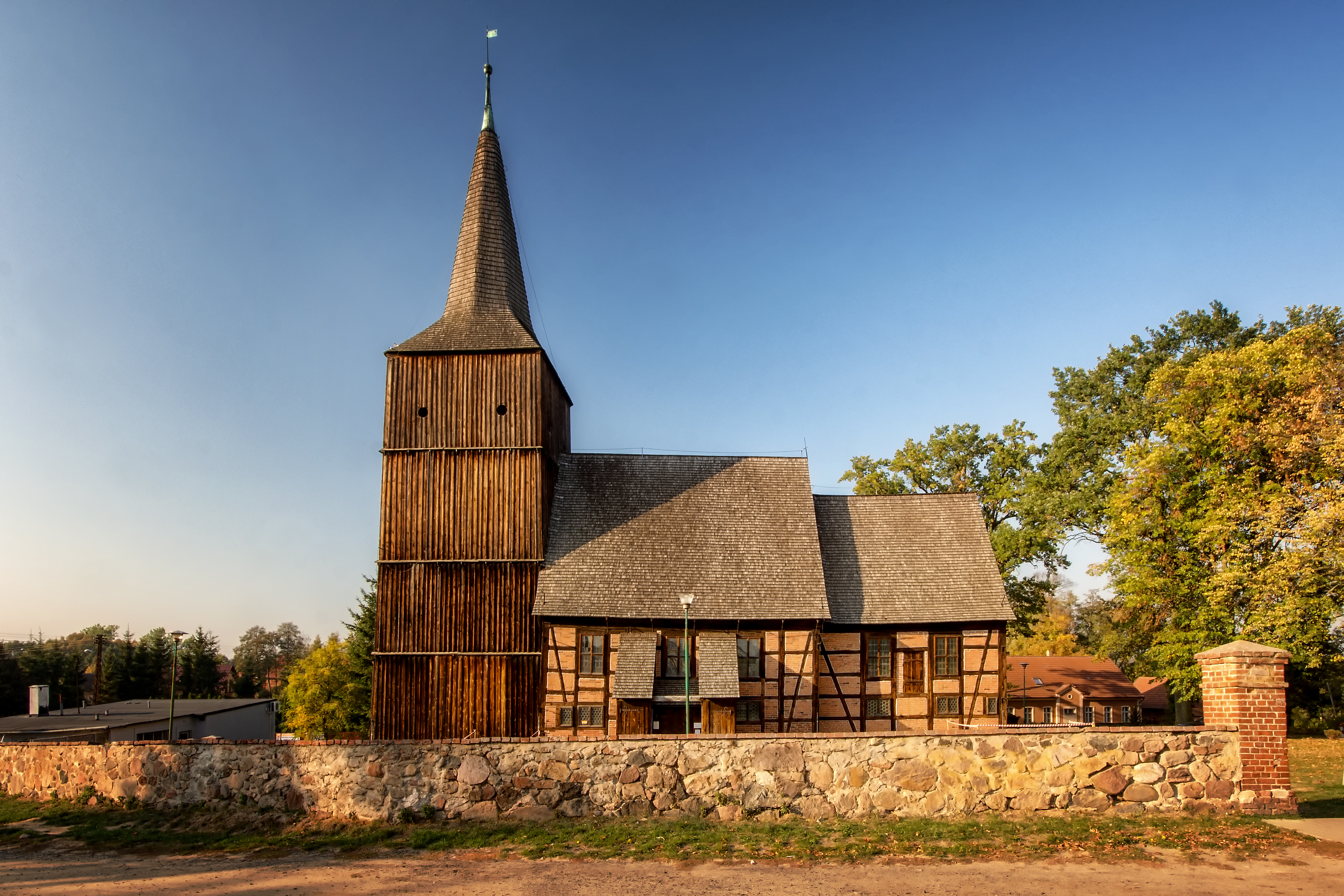
Drewniany kościół w Klępsku

- Fragmenty murów obronnych miasta z XIV wieku
- Zamek książęcy
- Ratusz miejski
- Brama Krośnieńska z XVIII wieku
- Kościół pw. Podwyższenia Krzyża Świętego
- Kościół pw. NMP
- Zbór kalwiński
- Kościół pw. Św. Stanisława Kostki
- Budynki Państwowej Wyższej Szkoły Zawodowej

Pozostałe miejscowości
- Pałac barokowy w Kalsku
- Późnogotycki kościół w Kalsku
- Ruiny pałacu z XIX wieku w Łęgowie
- Kościół z 1930 roku w Łęgowie
- Kościół neogotycki w Bukowie
- Pałac neorenesansowy w Bukowie
- Drewniany kościół w Klępsku
- Kościół neogotycki w Mozowie
- Kościół neogotycki w Cigacicach
- Pałac z XVIII wieku w Pomorsku
- Kościół neogotycki w Pomorsku
- Kościół z 1854 roku w Brodach
- Dwór klasycystyczny w Kruszynie

### Szlaki turystyczne
- Szlak pomników przyrody – Szlak biegnący wokół wschodniej części Sulechowa, Przechodzi przez takie obiekty przyrodnicze, jak Eratyk koło Łęgowa, Sosna Waligóra, Rezerwat Radowice. Przebieg: Sulechów→ Łęgowo→ Buków→ Karczyn→ Klępsk (leśniczówka)→ ścieżka dydaktyczna „Do Waligóry”→ Rezerwat leśny Radowice→ Kruszyna→ Sulechów. Długość szlaku wynosi 44 km.
- Historyczny szlak bitewny – Szlak ten przechodzi przez miejsce, w którym 23 lipca 1759 roku rozegrała się Bitwa pod Kijami. Przebieg: Sulechów→ Kalsk→ Łochowo→ Głogusz→ Kije→ Mozów→ Nowy Świat→ Cigacice→ Laskowo→ Pomorsko. Długość szlaku wynosi 41 km.
- Szlak Mistrza ołtarza z Gościszowic – Główną atrakcją na szlaku jest drewniany kościół w Klępsku, w którym znajduje się ołtarz mistrza z Gościszowic z około 1500 roku. Przebieg: Sulechów→ Klępsk→ Stare Kramsko→ Wojnowo. Długość szlaku wynosi 15 km.
- Szlak południowy – Jest to szlak łącznikowy pomiędzy „szlakiem pomników przyrody” a „historycznym szlakiem bitewnym”. Przebieg: Mozów→ Sulechów→ Kruszyna→ Obłotne→ Sosna Waligóra. Długość szlaku wynosi 10,5 km.
- Szlak Łącznikowy – Szlak biegnący od Kalska do miejscowości Cząbry. Na terenie gminy usytuowany jest krótki odcinek wychodzący z Kalska oraz odcinek pomiędzy Niekarzynem a Pałckiem.
- Szlak Łącznikowy – Szlak biegnący od Bobru w okolicy Nowogrodu Bobrzańskiego do Jeziora Niesłysz. Przebieg na terenie gminy: Pomorsko→ Brody. Długość szlaku na terenie gminy wynosi 5 km.

### Pomniki przyrody

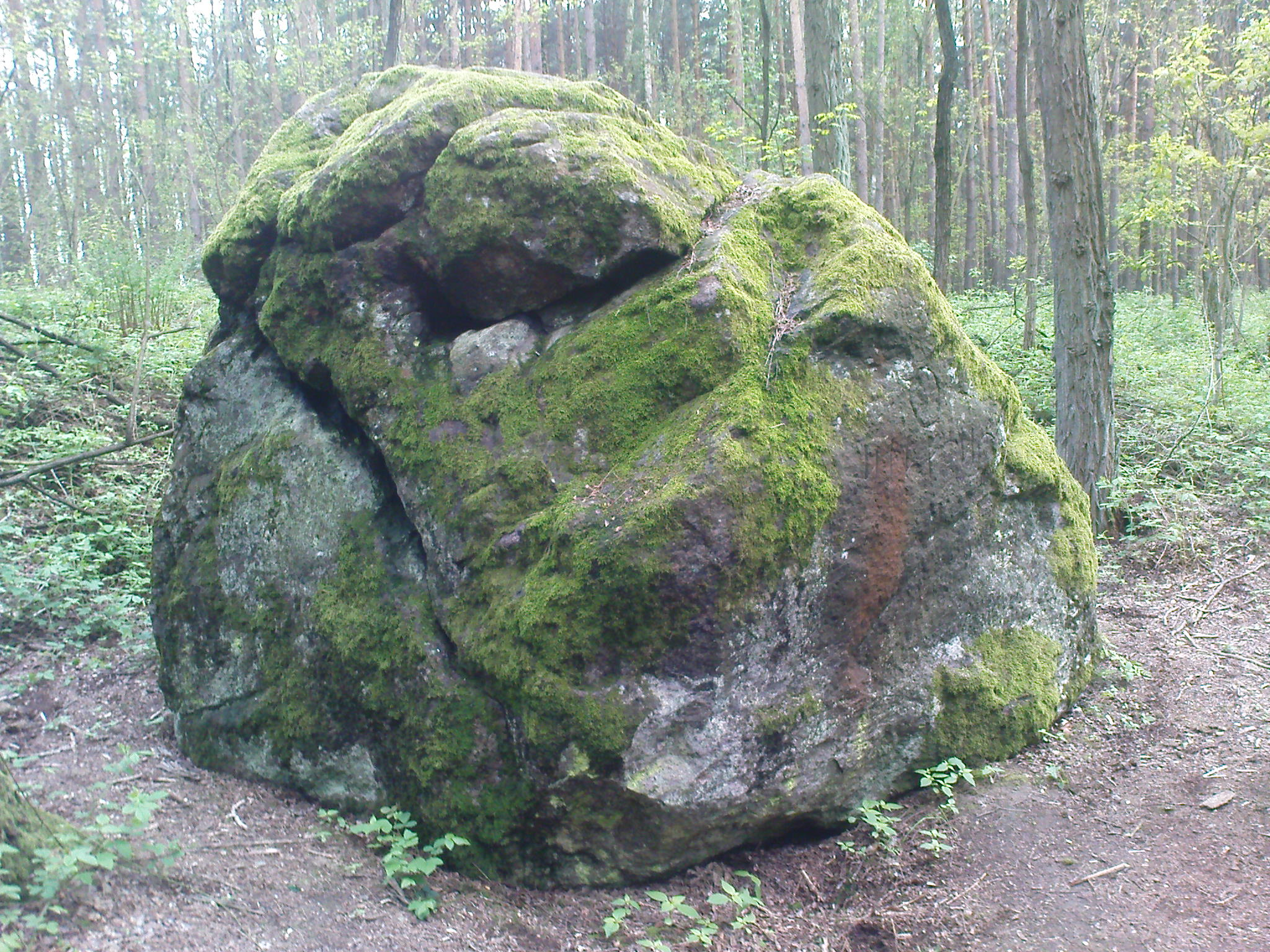
Eratyk Łęgowski niedaleko wsi Łęgowo

Na terenie gminy znajdują się 102 pomniki przyrody nieożywionej i ożywionej. Do ciekawszych należą:
- Głaz narzutowy na skwerze przy ul. Wojska Polskiego i Zielonej w Sulechowie. Granit różowy średnioziarnisty, masywny.
- Eratyk Łęgowski – gnejs gruboziarnisty szary z różowymi plamami. Znajduje się w lesie niedaleko wsi Łęgowo.
- Sosna Waligóra – sosna zwyczajna o obwodzie 620 cm, wysokości 17 m i wieku ok. 120 lat. Rośnie przy drodze krajowej nr 32 Sulechów – Wolsztyn.
- Dąb szypułkowy w Leśnej Górze – obwód 690 cm, wysokość 22 m.
- Dąb szypułkowy „Łęgowiak” – obwód 720 cm, wysokość 20 m. Rośnie w Łęgowie.
- Topola czarna w Brodach – obwód 515 cm, wysokość ok. 30 m, wiek ok. 150 lat.

### Rezerwat przyrody
Na obszarze gminy częściowo znajduje się rezerwat przyrody Radowice chroniący zbiorowiska łęgu jesionowo-olszowego i lasu dębowo-grabowego na silnie urzeźbionej krawędzi wysoczyzny polodowcowej.

## Komunikacja

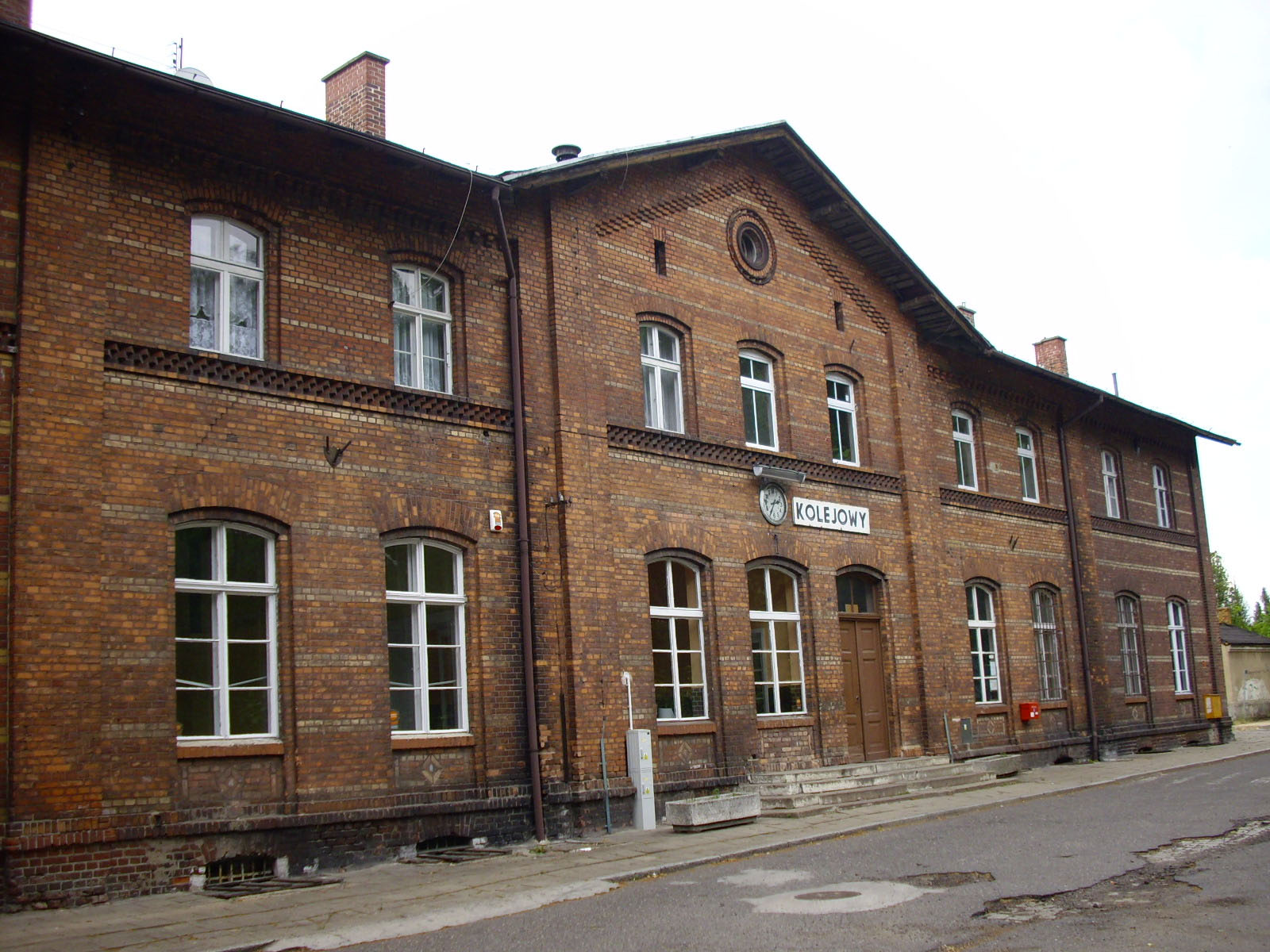
Dworzec kolejowy w Sulechowie

### Transport drogowy
Droga krajowa na terenie gminy:
- 32 – od węzła Sulechów na S3 do Okunina. Pełni funkcję południowej obwodnicy Sulechowa.

Drogi wojewódzkie na terenie gminy:
- 277 – przez Łochowo do Sulechowa
- 278 – przez Brody, Pomorsko, Laskowo, Mozów, Sulechów, Kruszynę
- 280 – krótki odcinek od Odry do wsi Brody
- 281 – krótki odcinek od Odry do wsi Pomorsko
- 304 – przez Klępsk do drogi krajowej nr 32.

Drogi powiatowe na terenie gminy mają łączną długość 86,295 km, z czego 7,53 km znajduje się na terenie miasta Sulechów.

### Transport kolejowy
W gminie czynna jest stacja kolejowa Sulechów oraz przystanek osobowy w Łęgowie. Przez stację w Sulechowie przebiega kilka połączeń ekspresowych, pospiesznych i osobowych.

### Transport rzeczny
Przepływająca przez gminę Odra jest ważnym szlakiem komunikacyjnym. W Cigacicach znajduje się port rzeczny dla statków towarowych oraz przystań turystyczna dla statków pasażerskich i sportowych. Ponadto w miejscowościach Brody i Pomorsko działają przeprawy promowe przez rzekę.